# Lijst van rijksmonumenten in Berghem
De plaats Berghem telt 10 inschrijvingen in het rijksmonumentenregister. Hieronder een overzicht.
| Object                                      | Oorspronkelijke functie?  | Bouwjaar                                            | Architect   | Locatie                                        | Coördinaten?                  | Nr.?   | Afbeelding        |
| ------------------------------------------- | ------------------------- | --------------------------------------------------- | ----------- | ---------------------------------------------- | ----------------------------- | ------ | ----------------- |
| Gemeentehuis                                | Bestuursgebouw en onderdl | 1930                                                | E.L. Jansen | Burgemeester van Erpstraat 2                   | 51° 46' 27" NB, 5° 33' 56" OL | 516597 | Meer afbeeldingen |
| Zorgwijk                                    | Woonhuis                  | 1825                                                |             | Burgemeester van Erpstraat 46                  | 51° 46' 31" NB, 5° 34' 32" OL | 9331   | Meer afbeeldingen |
| Woonhuis/boerderij                          | Boerderij                 | 1925                                                | E.L. Jansen | Burgemeester van Erpstraat 51                  | 51° 46' 33" NB, 5° 34' 27" OL | 516595 | Meer afbeeldingen |
| Woonhuis met koetshuis                      | Woonhuis                  | wellicht 17e eeuw (oorsprong) ca. 1870 (verbouwing) |             | Burgemeester van Erpstraat 60                  | 51° 46' 32" NB, 5° 34' 47" OL | 516596 | Meer afbeeldingen |
| Paalgraven, ofwel vorstengraven Zevenbergen | Archeologisch monument    | Bronstijd                                           |             | Graafsebaan (N329), in knooppunt Paalgraven    | 51° 44' 2" NB, 5° 34' 32" OL  | 45081  | Meer afbeeldingen |
| Terrein waarin een nederzetting             | Archeologisch monument    | Romeinse tijd                                       |             | Graafsebaan (N329), nabij kruising Broekstraat | 51° 47' 46" NB, 5° 33' 29" OL | 45083  | Meer afbeeldingen |
| Bakstenen boerderij met rieten dak          | Boerderij                 | 18e eeuw                                            |             | Pastoor van Teteringstraat 2                   | 51° 46' 14" NB, 5° 34' 0" OL  | 9333   | Meer afbeeldingen |
| St.Willibrordus                             | Kerk en kerkonderdeel     | 1900-1903                                           | W.van Aalst | St. Willibrordusstraat 40                      | 51° 45' 54" NB, 5° 34' 44" OL | 9334   | Meer afbeeldingen |
| Toren van de R.K. Kerk van St.Willibrordus  | Kerk en kerkonderdeel     | ca. 1500                                            |             | St. Willibrordusstraat 40                      | 51° 45' 54" NB, 5° 34' 44" OL | 9335   | Meer afbeeldingen |
| Terrein waarin een nederzetting             | Archeologisch monument    | Romeinse tijd                                       |             | Tussenrijtstraat                               | 51° 47' 32" NB, 5° 34' 17" OL | 45082  | Meer afbeeldingen |